# Yoshi's Woolly World
Yoshi's Woolly World é um jogo de plataforma dos gêneros Ação e Aventura, desenvolvido pela empresa Good-Feel e publicado pela Nintendo. O jogo foi lançado na Europa em junho de 2015<, no Japão em julho, e em outubro na América do Norte. É o sétimo jogo da série do Yoshi, desde o Yoshi's Story de 1998, e faz parte da série Mario.

## Sinopse
Os Yoshis estão comemorando uma festa na Ilha do Yoshi, quando de repente aparece Kamek, e lança um feitiço sobre os Yoshis, transformando-os em bolas de novelo. No entanto, dois Yoshis escapam e eles partem para perseguir Kamek e resgatar seus amigos peludos.

## Gameplay
O gameplay do jogo consiste em você controlar um Yoshi em um mundo estilo Mario Bros. onde os personagens e o cenário são feitos de tecidos de lã. O jogo mantém a técnica de seus jogos antecessores, no caso, Yoshi's Island, incluindo o uso de sua língua para derrotar os inimigos e usar o seu salto de vibração para alcançar áreas mais difíceis do cenário.
Ao engolir os inimigos, Yoshi os transforma em bolas de novelo de cores diferentes, dependendo da cor do objeto que ele engoliu, e então pode arremessa-las contra outros inimigos.

## Recepção
O jogo recebeu críticas, na sua maioria positivas.
GameSpot deu ao jogo uma pontuação de 6/10, dizendo "Alguns diriam que esse jogo possui uma acessibilidade inerente, em que os jogadores não são obrigados a tomar o caminho difícil. Mas se você quiser ser totalmente entretido, a estrada é difícil,sendo esta a única opção real. É o seu próprio grau de curiosidade, e sua natureza compulsiva, que irá determinar qual a rota que você vai tomar.
No Brasil, o site Nerd ao Máximo classificou o jogo com 80/100, destacando o cenário otimizado e a jogabilidade aguçada com os fios de lã que dão base ao título ao afirmar que "fofura" é o termo mais adequado. Trata-se de um jogo do tipo plataforma não tão original, já encontrados em outros jogos da Good Feel como Kirby: Epic Yarn, com uma mecânica comum ao gênero, mas que graças ao bom trabalho da Nintendo, tornando intuitiva e desafiante a aventura de desenrolar o cenários e encontrar seus segredos. Com tudo isso, o jogo consegue se destacar sem medo dentro do Wii U.